# Клечев
Клечев (пол. Kleczew) — город в Польше, входит в Великопольское воеводство, Конинский повят. Имеет статус городско-сельской гмины. Занимает площадь 6,68 км². Население 4151 человек (на 2004 год).

## История
Согласно Энциклопедическому словарю Брокгауза и Ефрона, Клечев — посад Слупецкого уезда Калишской губернии; около 200 домов, 2044 жителя.

## Описание
Сейчас в городе находятся исторические и архитектурные памятники: католическая церковь в готическом стиле начала XV века, здание суда (в настоящее время — библиотеки) середины XIX века, здание синагоги конца XIX века (в настоящее время — кинотеатр). Также в городе имеются: центр культуры (с гостиничными номерами, двумя залами и кухней, работают кружки по интересам и коллективы), спортивный комплекс, стадион, крытый спортзал, спортивная площадка с искусственным покрытием, детский сад, начальная школа имени Ванды Хотомской, гимназия имени польских лауреатов Нобелевской премии, профессиональный лицей, почта, аптеки, поликлиника, три минимаркета, большое количество частных магазинов, хлебопекарня и кондитерская, несколько ресторанов и пиццерий, мастерская по ремонту обуви, прачечная и химчистка, несколько комиссионных магазинов, несколько отделений банков, пункт сотовой связи, частный ипподром с секцией верховой езды «Матадор», заправочная станция, база отдыха на озере «Трембы Старе», где летом работает секция подводного плавания и плавания на байдарках и каноэ. Планируется к сдаче амфитеатр на искусственном озере (бывший карьер).
В Клечеве находится офис предприятия по добыче бурового угля «Конин».

## Культура и спорт
Клечев известен своей футбольной командой, спортивным ученическим клубом карате-шотокан, Фестивалем духовых оркестров на приз «Клечевской Башни», конкурсом европейской песни для учащихся гимназий.